# Station Suminoekoen
Station Suminoekōen  (住之江園駅,  Suminoekōen-eki) is een metrostation in de wijk Suminoe-ku in de Japanse stad Osaka. Het wordt aangedaan door de Yotsubashi-lijn en de Nanko Port Town-lijn. Van beide lijnen is het de eindhalte.

## Lijnen

### Yotsubashi-lijn(stationsnummer Y21)
| 1,2 | ■ Yotsubashi-lijn | richting Daikokuchō, Namba en Nishi-Umeda |

### Nanko Port Town-lijn(stationsnummer P18)
| 1,2 | ■ Nanko Port Town-lijn | richting Nakafuto en Cosmosquare |

## Geschiedenis
Het station van de Yotsubashi-lijn werd in 1972 geopend, het station van de Port Town-lijn in 1981.
Nishi-Umeda · Higobashi · Hommachi · Yotsubashi · Namba · Daikokuchō · Hanazonochō · Kishinosato · Tamade · Kita-Kagaya · Suminoekōen
Cosmosquare · Trade Center-mae ·  Nakafutō · Port Town-nishi · Port Town-higashi ·  Ferry Terminal · Nankō-higashi · Nankōguchi · Hirabayashi · Suminoekōen